# Kourou
Kourou é uma comuna (município) do departamento ultramarino francês da Guiana. Tem 19 170 habitantes, sendo o segundo município mais populoso da Guiana Francesa, superado apenas por Caiena.
Abriga o Centro Espacial de Kourou (Centre spatial guyanais, CSG), uma base de lançamento de satélites.